# Église Saint-Nicolas de Šid
Pour les articles homonymes, voir Église Saint-Nicolas.
L'église Saint-Nicolas de Šid (en serbe cyrillique : Српска православна црква Светог Николе у Шиду ; en serbe latin : Srpska pravoslavna crkva Svetog Nikole u Šidu) est une église orthodoxe serbe située en Serbie, dans la ville de Šid et dans la province de Voïvodine. Construite dans la seconde moitié du XVIIIe siècle, elle est inscrite sur la liste des monuments culturels de grande importance de la république de Serbie (identifiant no SK 1357).

## Présentation
L'église Saint-Nicolas a été construite dans la seconde moitié du XVIIIe siècle, dans le style baroque serbe caractéristique de la Syrmie mais avec une nef et un clocher plus hauts que les constructions contemporaines de la région. Elle est constituée d'une nef unique prolongée par une abside demi-circulaire et, à l'ouest, elle est dominée par son clocher. La hauteur des façades est accentuée par la présente de pilastres aux chapiteaux moulurés. L'entrée principale de l'édifice est située à l'ouest et, au nord, se trouve un portail d'accès secondaire. 
L'iconostase, de style baroque avec des éléments rococo, date également de la seconde moitié du XVIIIe siècle ; elle est ornée de grappes de raisin, de feuilles de chêne et de boutons de rose qui encadrent les icônes ; l'église abrite également un mobilier de style baroque, dont le trône de l'évêque. Les peintures de l'iconostase sont dues à Grigorije Nikolić, un artiste originaire de Zemun, et datent de 1787 ; elles ont été remaniées en 1825 par Jovan Nedeljković.
L'église a été restaurée en 2006.